# Лайсве
Лайсве (лит. Laisvė) — ныне несуществующий литовский женский баскетбольный клуб из Каунаса. Трёхкратный чемпион Литвы и двукратный победитель Балтийской лиги. Один из сильнейших клубов страны в период с 1994 по 2008 год.

## История
Был образован в 1991 году. 
С 1992 года выступал в высшем дивизионе чемпионата Литвы. В 1998 и 1999 годах участвовал в Кубке Ронкетти, в первом сезоне клуб дошёл до 1/8 финала, а во втором — до 1/16 финала.
6 октября 2011 года, за день до начала сезона 2011/2012 Женской лиги, клуб проинформировал об отказе от участия в турнире из-за финансовых проблем. Клуб обратился к основному акционеру неупомянутой компании за спонсорством, однако, тот дав предварительное согласие, в итоге отказался финансировать команду.

### Хронология названий
- 1991—1993 — Лайсве (лит. Laisvė);
- 1994 — Апус (лит. Apus);
- 1995—2002 — Лайсве;
- 2002 — Виконда (лит. Vikonda);
- 2002—2010 — Лайсве;
- 2010—2011 — Лайсве КРС (лит. Laisvė KRS)[4].

## Тренеры
- c 1994 года или раньше[уточнить] — главный тренер Андрюс Кулешюс[5][6];
- 1996—2007 — ассистент тренера Сигита Донелайте[2][7][8][9].

## Достижения
- Чемпионат Литвы:

 (3): 1997, 1998, 1999
 (5): 1994, 1995, 1996, 2008, 2008
 (4): 2004, 2005, 2006, 2007
- Балтийская лига:

 (2): 1996, 1997
 (1): 2005
 (1): 1998